# Skrillex
Soni Džon Mur (engl. Sonny John Moore; Los Anđeles, 15. januar 1988), poznatiji pod estradnim imenom Skrileks (енгл. Skrillex), je elektronski muzički producent, DJ, pevač i tekstopisac. 

## Biografija
Odrastajući u Los Anđelesu, u Severnoj Kaliforniji, Soni Mur se pridružio američkom post-hardkor bendu “From First to Last” kao pevač 2004. godine i snimio dva studijska albuma s bendom (“Dear Diary, My Teen Angst Has a Body Count”, 2004, i “Heroine”, 2006) pre nego što je započeo svoju solo karijeru 2007. godine. Svoju prvu turneju kao solo pevač počeo je krajem 2007. godine. Nakon zapošljavanja nove postave benda, Mur se pridružio koncertnoj turi “Alternative Press Tour” da bi podržao bendove kao što su “All Time Low” i “The Rocket Summer” i pojavio se na naslovnici godišnjeg “Alternative Press”-ovog izdanja „100 bendova za koje treba da znate“.
Nakon objavljivanja“Gypsyhook EP” 2009. godine, Mur je zakazao snimanje svog debi albuma “Bells” čiji je producent trebalo da bude Noa Šein. Međutim, on je obustavio rad na albumu i počeo da nastupa pod imenom Skrileks, objavivši album “My Name Is Skrillex” dostupan za besplatno preuzimanje na njegovoj Majspejs stranici. Nakon toga, objavio je album “Scary Monsters and Nice Sprites”, krajem 2010. i album “More Monsters and Sprites”, sredinom 2011. godine. Oba albuma postigla su umereni komercijalni uspeh. 
Skrileks je 30. novembra 2011. bio nominovan za ukupno 5 Gremi nagrada na 54. dodeli Gremi nagrada, uključujući nominacije za najboljeg novog pevača, i osvojio tri. 5 decembra. 2011. BBC je objavio da je bio nominovan u anketi “Sound of 2012”. 12. decembra 2011. je imenovan od strane MTV-ja za elektronik dens muzičara godine. Skrileks je osvojio ukupno osam Gremi nagrada. Sarađivao je sa Diplom u osnivanju benda “Jack Ü”.

## Uticaji
Mur je u jednom onlajn intervjuu izjavio da je dugo vremena bio fan “Warp”-a, izdavačke kuće elektronske muzike koja je objavila albume muzičara poput Aphex Twin-a i Squarepusher-a.

## Privatni život
U februaru 2012. Roling Stone je objavio da se Skrileks zabavlja sa Emi Gulding, koja je pevala u pesmi “Summit” na albumu “Bangarang”. Krajem oktobra 2012. par je raskinuo, navodeći kao razlog nemogućnost da održe svoju vezu na daljinu.

## Diskografija
- Gypsyhook EP (2009)
- My Name Is Skrillex (2010)
- Scary Monsters and Nice Sprites (2010)
- More Monsters and Sprites (2011)
- Bangarang (2011)
- Make It Bun Dem After Hours EP (2012)
- Leaving (2013)
- Recess (2014)
- Quest for Fire (2023)
- Don't Get Too Close (2023)